# Метиловый красный
Метиловый красный С15Н15N3О2 (метилрот, 2-[4-[(Диметиламино)фенил]диазенил]бензойная кислота) — органическое соединение с химической формулой C15H15N3O2, синтетический азокраситель, использующийся как кислотно-основный и адсорбционный индикатор. Фиолетовый порошок, плохо растворимый в воде.
Метиловый красный водорастворимый — натриевая соль красителя, растворимая в воде.

## Свойства
Порошок из кристаллов фиолетового цвета, плавящихся при 175 °С с разложением. Плохо растворим в воде, хорошо растворим в ледяной уксусной кислоте и этиловом спирте.

## Получение
Получают из антраниловой кислоты и диметиланилина путём диазотирования. Кислоту растворяют в 8 % растворе гидроксида натрия, прибавляют раствор нитрита натрия, охлаждают льдом, после чего приливают к 8 % раствору соляной кислоты, получая диазораствор. Диазораствор после 15-минутного размешивания вливают в заранее приготовленный и охлаждённый раствор диметиланилина в 4 % соляной кислоте:

## Применение
Применяется в качестве кислотно-основного индикатора, переход раствора из красного в жёлтый цвет происходит в диапазоне pH 4,4—6,2. Используется также и при титровании алифатических аминов в среде 1,4-диоксана и хлороформа. В аргентометрии употребляют как адсорбционный индикатор с переходом окраски от жёлтой к оранжево-красной.